# Guillermo Thorndike
Guillermo Thorndike Losada (Lima, 25 d'abril de 1940 - Lima, 9 de març de 2009) fou un periodista i escriptor peruà. Conegut pels seus companys de premsa com el «rei Mides del periodisme» o l'«Elefant magistral» per la seva llarga i densa trajectòria. Fou un dels protagonistes més importants de la història peruana de la segona meitat del segle xx.

## Biografia[1]
Nascut el 25 d'abril de 1940 a la Lima, capital del Perú, inicià els seus estudis al col·legi dels Maristes. L'any 1954 inicià la seva activitat periodística i literària publicant narracions curtes en diversos diaris de Lima, que posteriorment acabaria publicant. L'any 1957 començà a estudiar Literatura a la UNMSM.
L'any 1959 ingressà a la plana de redactors del diari La Prensa com a reporter policíac, i poc després com a Cap d'Informacions fins a 1962. L'any 1964 exercí com a Cap de Redacció del diari Correo, el 1965 com a sots-director i el 1966 com a cap editorial. L'any 1967 va decidir suspendre temporalment la seva activitat periodística per a preparar les seves grans cróniques novel·lades sobre la realitat nacional del Perú.
L'any 1973 quedà finalista a la 3a edició del Premi Internacional de Poesia "Ocnos" a Barcelona amb l'inèdit poemari Aunque el sol no alcance para todos. En aquest mateix any actuà de corresponsal a Costa Rica pel diari mexicà Excélsior. L'any 1974 assumí la Direcció dels diaris La Tercera i La Crónica. En aquest darrer rotatiu publicà una edició paral·lela en quítxua titulada Cronicawan, considerat per molts com el primer periòdic de circulació estatal escrit íntegrament en la llengua nativa del Perú. Durant aquest mateix període impulsà la publicació amb dos suplements titulats Variedades i Mundial. Entre 1980 i 1981 assumí la Direcció del Diario Marka, sent assessor de la candidatura d'Alfonso Barrantes a les eleccions municipals de Lima.
Fou fundador i director dels diaris OJO (1968), Crónica Libre (1980), La República (1981-85), El Popular (1984), Página Libre (1990), així com director del diari El Nacional (1989) i La Razón (2002-03 i 2005-06). L'any 1991 assumí la presidència del Consell Editorial de la revista Ayllu, i l'any 2008 el càrrec de director periodístic del canal de televisió RBC.
Morí el 9 de març de 2009 a la seva ciutat natal, a l'edat de 69 anys. El seu cos fou incinerat i enterrat al mausoleu familiar al cementiri presbiterià de Lima.